# ポリーナ・セミオノワ
ポリーナ・セミオノワ（ロシア語: Поли́на Алекса́ндровна Семио́нова, ラテン文字転写: Polina Semionova, 1984年9月13日 - ）は、ロシアのバレエダンサー。2002年よりベルリン国立バレエ団のプリンシパル。2012年にアメリカン・バレエ・シアターにプリンシパルとして移籍。ミハイロフスキー・バレエのゲスト・アーティストでもある。細めの体型（身長170cm、体重50kg）で繰り出す尖鋭的な踊りが持ち味で、とりわけ『白鳥の湖』での評価が高い。

## 経歴
技師の父親、英語教師の母親の長女としてモスクワに生まれる。6歳までフィギュアスケートを学んだ後、兄のドミートリーと共にソ連国営放送舞踊団（"ансамбль Гостелерадио"）に加わり民族舞踊を踊った。
8歳のときボリショイ・バレエ学校の試験に合格し入学する。在学中の2001年にモスクワ国際バレエコンクールのジュニア部門で金賞に輝いたのを皮切りに、2002年サンクトペテルブルク・ワガノワ賞国際コンクール1位、名古屋国際バレエコンクール金賞、と次々に国際的な賞を獲得した。
2002年の卒業後、ヴラジーミル・マラーホフの誘いを受けてベルリン国立バレエ団に第一ソリスト（プリンシパル）として入団する。17歳でのプリンシパルは劇団最年少記録で、最初のシーズンでマラーホフから『くるみ割り人形』や『ラ・バヤデール』の主役を与えられた。
2004年6月、19歳でイングリッシュ・ナショナル・バレエ団の『白鳥の湖』にオデット/オディール役で客演し、賞賛される。2006年2月には故国のボリショイ・バレエ団でも『白鳥の湖』で客演し、「やや粗削りだが、若さ、可能性、自由といったものを感じさせる」と評された。
2012年にプリンシパルとしてアメリカン・バレエ・シアターに移籍した。
日本にもたびたび訪れており、2003年の東京バレエ団『眠れる森の美女』での客演、2005年のベルリン国立の来日公演『ラ・バヤデール』、2006年の世界バレエ・フェスティバルでの『白鳥の湖』などでお馴染みの存在となっている。
古典のほか、『マノン』『オネーギン』などの物語バレエ、ベジャール、キリアンらのコンテンポラリー作品まで幅広いレパートリーをこなす。日本のバラエティ番組に出演したこともある。

## 出演

### 映画
- パッション（2012年）- 『牧神の午後』のニンフ役のバレエダンサー

### CM・イメージキャラクター
- スズキ・スイフト （2010年 - ）
- ユニクロ （2013年 - ）

### バラエティ
- 学校へ行こう!MAX （2006年）- バレエ企画でのゲスト出演